# HD-Rosetta
High-Density Rosetta (HD-Rosetta) é um dispositivo de armazenamento de dados permanente que contém informação microscópica gravada numa pequena placa de nickel medindo 2
-polegada (5,1 cm). Acima de 196,000 8.5×11 in (22×28 cm) páginas de informação podem ser armazenadas na placa usando feixe de íon focado. A capacidade de imagem para o HD-Rosetta pode ir de 10,000 para 100,000 imagens num plano de 4096 por 4096 pixel x vs. y. Similar aos hieroglíficos e ao microfilme, o HD-Rosetta é usado para preservar informação. Norsam Technologies fez o HD-Rosetta extremamente durável, comparado com os dispositivos de armazenamento comuns. Tem uma longevidade estimada de 10,000 anos, e pode suportar um mínimo de 1,000 anos. O HD-Rosetta também tem sido usado para outros propósitos além de arquivamento. De Beers tem atualmente usado a tecnologia do HD-Rosetta para prover uma marcação clara em diamantes e outras pedras gema. O HD-Rosetta não require qualquer software em específico ou sistemas operacionais para ler a informação: a informação gravada no disco do HD-Rosetta pode ser facilmente acessada com um microscópio.

## Processo de Escrita
Para gravar informação no HD-Rosetta, formatação e ferramentas especiais devem ser usadas durante o processo de escrita. Primeiro, a informação é convertida para formato digital, ou a Norsam Technologies recebe a informação em formato digital. O formato digital é requisitado para que a informação possa ser escrita em micrômetros, pixel por pixel, com um raio de íon focado. O raio de íon focado força íons de gálio da câmara principal para a superfície de contato. No ponto de contato, átomos da superfície de nickel do HD-Rosetta são arrancados da placa; Essencialmente, uma marca é feita. Depois de moer ligeiramente a superfície, as marcas são tratadas quimicamente. Isso acelera a velocidade de escrita 100 vezes.

## Processo de Leitura
Enquanto o HD-Rosetta pode ser acessado com um microscópio, dependendo do tamanho das marcas, diferentes tipos de microscópio podem ser necessários. Para mais de 196,000 páginas, um microscópio de escaneamento de elétrons deve ser usado. Para entre 5,000 e 180,000 páginas, um microscópio óptico deve ser usado. Para localizar informação rapidamente, Norsam Technologies desenvolveu um leitor especial para localizar as coordenadas x,y,z. Por simplesmente digitar um número de página, o leitor pode localizar a informação apropriada e mostrá-la na tela.

## História
O HD-Rosetta foi primeiramente desenvolvido no Los Alamos National Laboratory. O propósito era desenvolver um disco de armazenamento de dados permanente que sobrevivesse a guerra nuclear. Primeiramente focando em arquivar informação, o HD-Rosetta é pensado como um método para preservar a história. Em 1999, o The New York Times usou o HD-Rosetta para sua "Cápsula do Tempo". Seu disco contém seis problemas do milênio do New York Times. O disco, junto de um papel de arquivamento livre de ácido, foi colocado num contêiner cheio de gás de argônio. Esperando aumentar a longevidade do disco e da cápsula, o subcontêiner foi suspenso num isolamento de gel térmico. As Cápsulas do Tempo, junto do disco do HD-Rosetta, atualmente estão no American Museum of Natural History.

### Projeto Roseta
Recentemente, a Fundação Long Now começou o Projeto Roseta, um projeto de arquivamento que deseja preservar a história no HD-Rosetta. Esse projeto procura juntar informações importantes e preservar a linguagem humana no HD-Rosetta. A Fundação colocou linguagens, coleções de literatura, curas conhecidas para doenças, e blueprints para tecnologia no disco Rosetta.

### Norsam Technologies
Norsam Technologies detém atualmente a patente do HD-Rosetta. Fundada em 5 de Outubro de 1995, Norsam Technologies foi primeiro desenvolvida por John Bishop e dois pesquisadores do Los Alamos, Roger Stutz e Dr. Bruce Lamartine. Usando a tecnologia do HD-Rosetta, Norsam Technologies e De Beers tem um licenciamento cruzado para prover marcações claras em diamantes e outras pedras gemas.

## Vantagens
As vantagens do HD-Rosetta incluem:
- Sustentabilidade: Desde que o HD-Rosetta é feito de nickel, nunca será afetado por radiação eletromagnética.
- Durabilidade: HD-Rosetta pode suportar temperaturas acima de 500 °C, e durar pelo menos 1,000 anos.
- Resiste a obsolescência técnica: HD-Rosetta não requere algum software ou sistemas operacionais em específico para ser lifo. Se os dados foram escritos em formato análogo, pode ser traduzido facilmente.
- Mínimo tempo de processamento: Só precisa um décimo de segundo para gravar uma página no HD-Rosetta. E, em 2 horas, as máquinas automáticas do Norsam podem gravar cerca de 7,000 páginas no disco.
- Imagens: Com o uso do feixe de íon focado, imagens e letras podem ser escritas ao variar o tempo que cada pixel é moído.
- Tamanho: Para um tamanho pequeno, pode armazenar uma grande quantidade de dados.

## Desvantagens
As desvantagens do HD-Rosetta incluem:
- Acessibilidade limitada: Para altas densidades de dados, um escâner de elétron deverá ser requirido.
- Tamanho: O HD-Rosetta pode ser perdido facilmente.
- Inconveniente: Um feixe de ion focado é requirido para escrever os dados e um microscópio de escanamento de elétrons é preciso para ler dados de alta densidade. Esse tecnologia é relativamente grande e cara.

- Este artigo foi inicialmente traduzido, total ou parcialmente, do artigo da Wikipédia em inglês cujo título é «HD-Rosetta».